# 2013 w Wojsku Polskim
Kalendarium Wojska Polskiego 2013 – wydarzenia w Wojsku Polskim w roku 2013.

## Styczeń
1 stycznia
- rozpoczęły funkcjonowanie:

11 Wojskowy Oddział Gospodarczy w Bydgoszczy (JW 5241) – ppłk Piotr Calak
14 Wojskowy Oddział Gospodarczy w Poznaniu (JW 5277) – ppłk Rafał Smuszkiewicz
17 Wojskowy Oddział Gospodarczy w Koszalinie (JW 5308) – płk Piotr Kłosiński
21 Wojskowy Oddział Gospodarczy w Elblągu (JW 5330) – płk Cezary Balewski
25 Wojskowy Oddział Gospodarczy w Białymstoku (JW 5338) – ppłk Krzysztof Idec
32 Wojskowy Oddział Gospodarczy w Zamościu (JW 5371) – ppłk Grzegorz Pytlak
Warsztaty Techniczne Łomża (JW 4226) sformowane na bazie 1 Łomżyńskiego Batalionu Remontowego im. płk. Mariana Raganowicza
4 stycznia
- w prowincji Ghazni polscy i afgańscy żołnierze zatrzymali Mulla Abdula Kabira, najbardziej poszukiwanego Taliba we wschodnim Afganistanie[1].

8 stycznia
- minister obrony narodowej wprowadził do użytku „Instrukcję organizacji lotów oznaczonych statusem HEAD w lotnictwie Sił Zbrojnych Rzeczypospolitej Polskiej”[2]

23 stycznia
- w Afganistanie zginął oficer jednostki specjalnej GROM kpt. Krzysztof Woźniak[3]

29 stycznia
- minister obrony narodowej wprowadził do użytku „Instrukcję funkcjonowania systemu obiektywnej kontroli lotów w lotnictwie Sił Zbrojnych Rzeczypospolitej Polskiej”[4]

## Luty
12 lutego
- sekretarz stanu Czesław Mroczek działając z upoważnienia Ministra Obrony Narodowej:

nadał 3 Regionalnej Bazie Logistycznej w Krakowie imię patrona – Hetmana Wielkiego Koronnego Stanisława Jana Jabłonowskiego
nakazał 8 Koszalińskiemu Pułkowi Przeciwlotniczemu w Koszalinie przyjąć i z honorem kontynuować tradycje jednostek przeciwlotniczych oraz oddziałów i pododdziałów rozformowanej 8 Bałtyckiej Dywizji Obrony Wybrzeża im. Bartosza Głowackiego
wprowadził odznakę pamiątkową oraz oznakę rozpoznawczą 33 Wojskowego Oddziału Gospodarczego
wprowadził odznakę pamiątkową 22 Wojskowego Oddziału Gospodarczego
wprowadził proporce rozpoznawcze 1 batalionu piechoty zmotoryzowanej Legionów
wprowadził odznakę pamiątkową Wojskowej Komendy Uzupełnień w Gdańsku
wprowadził odznakę pamiątkową Wojskowej Komendy Uzupełnień w Gorzowie Wielkopolskim
ustanowił dzień 8 sierpnia świętem 10 Brygady Kawalerii Pancernej im. gen. broni Stanisława Maczka
wprowadził oznakę rozpoznawczą Inspektoratu Wsparcia Sił Zbrojnych.
13 lutego
- w dowództwie Wielonarodowego Korpusu Północ–Wschód w Szczecinie przebywał gen. broni Frederick B. „Ben” Hodges, dowódca połączonych Dowództw Wojsk Lądowych NATO[14].

15 lutego
- Wojskowa Prokuratura Garnizonowa w Zielonej Górze zaprzestała rejestrowania w repertoriach materiałów w sprawach o przestępstwa i wykroczenia. Prokuratorzy przestali pełnić dyżurny oraz uczestniczyć w działaniach profilaktycznych w instytucjach i jednostkach wojskowych[15]

## Marzec
14 marca
- sekretarz stanu Czesław Mroczek działając z upoważnienia ministra obrony narodowej nadał:

kompanii rozpoznawczej 17 Brygady Zmechanizowanej w Międzyrzeczu nazwę wyróżniającą „Ułanów Wielkopolskich” oraz polecił przejąć i z honorem kultywować dziedzictwo tradycji 17 Pułku Ułanów Wielkopolskich im. Króla Bolesława Chrobrego (1919–1939).
24 kompanii transportowej w Krośnie Odrzańskim 2 batalionu logistycznego 10 Opolskiej Brygady Logistycznej nazwę wyróżniającą „Krośnieńska” oraz polecił przejąć i z honorem kultywować dziedzictwo tradycji: służb zaopatrzenia 4 Pomorskiej Dywizji Piechoty im. Jana Kilińskiego (1944–1945), Oddziałów Zaopatrywania 4 Dywizji Piechoty (1945–1947) i 4 Batalionu Zaopatrzenia (1966–2012)
20 marca
- PKW Afganistan: około godziny 9 czasu polskiego, zaatakowano polski patrol. W wyniku wybuchu ładunku IED pod pojazdem typu MRAP zginął kierowca pojazdu – starszy szeregowy Paweł Ordyński. Inny polski żołnierz został ranny[18]

27 marca
- Prezes Rady Ministrów Donald Tusk przesłał do Marszałek Sejmu Ewy Kopacz projekt „ustawy o zmianie ustawy o urzędzie Ministra Obrony Narodowej i niektórych innych ustaw” oraz upoważnił Ministra Obrony Narodowej do prezentowania stanowiska Rządu w toku prac parlamentarnych[19]

31 marca
- zostały zniesione: Wojskowa Prokuratura Garnizonowa w Bydgoszczy, Wojskowa Prokuratura Garnizonowa w Elblągu i Wojskowa Prokuratura Garnizonowa w Zielonej Górze → wojskowa prokuratura garnizonowa

## Kwiecień
1 kwietnia
- Naczelna Prokuratura Wojskowa i wojskowe prokuratury okręgowe zostały przeformowane na nowe etaty; w ramach zmiany etatów zostały zniesione:

Oddział do Spraw Przestępczości Zorganizowanej Naczelnej Prokuratury Wojskowej w Warszawie,
Wydział do Spraw Przestępczości Zorganizowanej Wojskowej Prokuratury Okręgowej w Poznaniu,
Wydział do Spraw Przestępczości Zorganizowanej Wojskowej Prokuratury Okręgowej w Warszawie.
12 kwietnia
- weszło w życie postanowienie Prezydenta RP z dnia 10 kwietnia 2013 o przedłużeniu okresu użycia Polskiego Kontyngentu Wojskowego w Islamskiej Republice Afganistanu do dnia 13 października 2013[20]

15 kwietnia
- weszła życie decyzja Nr 108/MON Ministra Obrony Narodowej w sprawie powołania Koordynatora do Spraw Równego Traktowania w resorcie obrony narodowej; do zadań koordynatora należy między innymi koordynowanie w resorcie obrony narodowej realizacji zadań wynikających z Krajowego Programu Działań na rzecz Równego Traktowania; żołnierze oraz pracownicy wojska w sprawach dotyczących równego traktowania i przeciwdziałania dyskryminacji mają prawo zwracać się bezpośrednio do koordynatora z zachowaniem prawa do anonimowości[21]

18 kwietnia
- Sekretarz Stanu w Ministerstwie Obrony Narodowej powierzył funkcję Koordynatora do Spraw Równego Traktowania w resorcie obrony narodowej pułkownikowi Jackowi Dzięgielewskiemu, szef Oddziału Społecznych Problemów Służby Departamentu Wychowania i Promocji Obronności MON

23 kwietnia
- w Pałacu Prezydenckim w Warszawie Prezydent RP Bronisław Komorowski mianował:

generała broni Mieczysława Gocuła na stanowisko szefa Sztabu Generalnego WP z dniem 7 maja 2013,
generała dywizji Marka Tomaszyckiego na stanowisko dowódcy operacyjnego Sił Zbrojnych z dniem 20 maja 2013.
19 kwietnia
- rządowy projekt „ustawy o zmianie ustawy o urzędzie Ministra Obrony Narodowej oraz niektórych innych ustaw” po pierwszym czytaniu na 38. posiedzeniu Sejmu został skierowany do Sejmowej Komisji Obrony Narodowej → Proces legislacyjny w Polsce

## Maj
2 maja
- weszło w życie rozporządzenie Ministra Obrony Narodowej z dnia 14 marca 2013 zmieniające rozporządzenie w sprawie wzorów oraz noszenia umundurowania i oznak wojskowych przez żołnierzy zawodowych i kandydatów na żołnierzy zawodowych[22]

wprowadzone zostały nowe oznaki korpusów osobowych: wojsk przeciwlotniczych, rozpoznania i walki radioelektronicznej oraz wychowawczego, a także zmienione zostały nazwy i wzory dotychczasowych oznak korpusu: sprawiedliwości i obsługi prawnej, służby komunikacji wojskowej na transportu i ruchu wojsk, zakwaterowania i budownictwa na infrastruktury, wojsk samochodowych na służby czołgowo-samochodowej, wojsk chemicznych na obrony przed bronią masowego rażenia, służb kwatermistrzowskich na służbę materiałową, ogólnologistyczną i finansową, służby topograficznej na służbę geograficzną, wojsk zmechanizowanych na wojsk zmechanizowanych i specjalnych
6 maja
- w Pałacu Prezydenckim w Warszawie, w obecności Prezydenta RP Bronisława Komorowskiego, generał Mieczysław Cieniuch przekazał obowiązki szefa Sztabu Generalnego Wojska Polskiego generałowi broni Mieczysławowi Gocułowi
- Prezydent RP Bronisław Komorowski wręczył akty przedłużenia kadencji na stanowiskach dowódców rodzajów sił zbrojnych, do dnia 31 stycznia 2014:

dowódcy Wojsk Lądowych generałowi broni Zbigniewowi Głowience,
dowódcy Sił Powietrznych generałowi broni Lechowi Majewskiemu,
dowódcy Wojsk Specjalnych generałowi brygady Piotrowi Patalong,
dowódcy Marynarki Wojennej admirałowi floty Tomaszowi Mathea.
8 maja
- Sejmowa Komisja Obrony Narodowej przeprowadziła pierwsze czytanie rządowego projektu „ustawy o zmianie ustawy o służbie wojskowej żołnierzy zawodowych oraz o zmianie niektórych innych ustaw” i rozpatrzyła rządowy projekt „ustawy o zmianie ustawy o urzędzie Ministra Obrony Narodowej oraz niektórych innych ustaw”, a następnie zleciła szczegółowe rozpatrzenie obu projektów przez powołane podkomisje nadzwyczajne

9 maja
- weszła w życie ustawa z dnia 22 lutego 2013 o zmianie ustawy o przebudowie i modernizacji technicznej oraz finansowaniu Sił Zbrojnych Rzeczypospolitej Polskiej[23]

20 maja
- w Pałacu Prezydenckim w Warszawie, w obecności Prezydenta RP Bronisława Komorowskiego, generał broni Edward Gruszka przekazał obowiązki Dowódcy Operacyjnego Sił Zbrojnych generałowi dywizji Markowi Tomaszyckiemu

23 maja
- weszły w życie:

rozporządzenie Ministra Obrony Narodowej z dnia 17 kwietnia 2013 w sprawie szczegółowych zasad i trybu szkolenia zawodowego funkcjonariuszy Służby Wywiadu Wojskowego
zarządzenie Nr 12/MON Ministra Obrony Narodowej z dnia 21 maja 2013 roku w sprawie utworzenia, przekształcenia i likwidacji podmiotów leczniczych w formie jednostki budżetowej; na podstawie art. 83 ustawy z dnia 15 kwietnia 2011 roku o działalności leczniczej Minister Obrony Narodowej utworzył 34 podmioty lecznicze i przekształcił 22 publiczne zakłady opieki zdrowotnej w podmioty lecznicze oraz zlikwidował, w terminie do 30 września 2013 roku, 143 ambulatoria i ambulatoria z izbą chorych – publiczne zakłady opieki zdrowotnej; podmiotem leczniczym w rozumieniu ustawy są między innymi państwowe jednostki budżetowe tworzone i nadzorowane przez Ministra Obrony Narodowej, posiadające w strukturze organizacyjnej ambulatorium, ambulatorium z izbą chorych lub lekarza podstawowej opieki zdrowotnej; podmioty lecznicze są jednostkami organizacyjnymi odpowiednio Sił Zbrojnych Rzeczypospolitej Polskiej albo Służby Wywiadu Wojskowego; strukturę organizacyjną podmiotu leczniczego określa etat jednostki organizacyjnej → Ustawa o działalności leczniczej
na przykład 43 Wojskowy Oddział Gospodarczy w Świętoszowie, jako podmiot leczniczy przejmie zadania zlikwidowanych ambulatoriów – publicznych zakładów opieki zdrowotnej:
Jednostki Wojskowej Nr 4071 w Żaganiu,
Jednostki Wojskowej Nr 2423 w Żaganiu,
Jednostki Wojskowej Nr 3284 w Głogowie,
Jednostki Wojskowej Nr 2399 w Świętoszowie,
Jednostki Wojskowej Nr 5430 w Dobrej nad Kwisą,
Jednostki Wojskowej Nr 1145 w Bolesławcu,
a także włączy w swoją strukturę Rejonową Wojskową Komisję Lekarską w Żaganiu z siedzibą w Żarach.
wprowadzone zamierzenia organizacyjne pozostają w rozbieżności z apelem XXX Zjazdu Lekarzy Wojskowej Izby Lekarskiej z dnia 15 marca 2013 roku do Ministra Obrony Narodowej o wsparcie działań na rzecz naprawy wojskowej służby zdrowia, w którym między innymi stwierdzono, że „głęboki niepokój budzą niektóre propozycje dotyczące usytuowania wojskowej służby zdrowia w przyszłych strukturach SZ RP, traktujące złożony obszar medyczny jako «podsystem» czy «podzdolność» logistyki i postulujący «mechaniczne» wepchnięcie służby zdrowia armii do instytucji logistycznych”

## Czerwiec
5 czerwca
- weszła w życie ustawa z dnia 24 maja 2013 o środkach przymusu bezpośredniego i broni palnej; ustawa określa jednolite przypadki i zasady używania lub wykorzystywania środków przymusu bezpośredniego i broni palnej, a także postępowanie przed użyciem lub wykorzystaniem środków przymusu bezpośredniego i broni palnej i po ich użyciu lub wykorzystaniu; w rozumieniu ustawy uprawnionymi do używania lub wykorzystywania środków przymusu bezpośredniego i broni palnej są między innymi żołnierze: Żandarmerii Wojskowej, Służby Kontrwywiadu Wojskowego, Służby Wywiadu Wojskowego i wojskowych organów porządkowych[28]

27 czerwca
- zbiory Muzeum Wojsk Lądowych w Bydgoszczy zostały wzbogacone o pistolet maszynowy wzór 1939 „Mors”
- weszła w życie decyzja Nr 156/MON Ministra Obrony Narodowej z dnia 11 czerwca 2013 roku w sprawie przejęcia dziedzictwa tradycji, nadania imienia patrona i ustanowienia Święta Regionu Wsparcia Teleinformatycznego w Bydgoszczy; jednostka przyjęła imię generała brygady profesora doktora habilitowanego Elżbiety Zawackiej oraz dziedzictwo tradycji między innymi Węzła Łączności Pomorskiego Okręgu Wojskowego[29]

28 czerwca
- Prezydent RP Bronisław Komorowski przedłużył do dnia 31 grudnia 2013 roku okres użycia Polskiego Kontyngentu Wojskowego w Siłach Międzynarodowych w Republice Kosowo i Byłej Jugosłowiańskiej Republice Macedonii oraz w Bośni i Hercegowinie[30]
- Nadbrzeżny Dywizjon Rakietowy MW osiągnął gotowość bojową; na Centralnym Poligonie Sił Powietrznych w Ustce, w obecności wiceministra Obrony Narodowej Waldemara Skrzypczaka i dowódcy Marynarki Wojennej admirała floty Tomasza Mathea podpisano protokoły odbioru zasadniczego uzbrojenia dywizjonu[31]

30 czerwca
- generał Mieczysław Cieniuch został zwolniony z zawodowej służby wojskowej i przeniesiony w stan spoczynku

## Lipiec
3 lipca
- Minister Obrony Narodowej podpisał decyzję Nr 178/MON w sprawie powołania Grupy Organizacyjnej Dowództwa Generalnego Rodzajów Sił Zbrojnych[32]

12 lipca
- Senat, po rozpatrzeniu uchwalonej przez Sejm na posiedzeniu w dniu 21 czerwca 2013 roku ustawy o zmianie ustawy o urzędzie Ministra Obrony Narodowej oraz niektórych innych ustaw, przyjął tę ustawę bez poprawek[33]

22 lipca
- w Sztabie Generalnym WP Prezydent RP, Zwierzchnik Sił Zbrojnych Bronisław Komorowski podpisał ustawę z dnia 21 czerwca 2013 roku o zmianie ustawy o Urzędzie Ministra Obrony Narodowej oraz niektórych innych ustaw, która ma „usprawnić i unowocześnić system kierowania i dowodzenia Siłami Zbrojnymi RP”[34]

26 lipca
- w Krakowie generał dywizji Jerzy Biziewski przekazał obowiązki dowódcy 2 Korpusu Zmechanizowanego swojemu dotychczasowemu zastępcy, generałowi brygady Andrzejowi Knapowi[35]

31 lipca
- w Muzeum Powstania Warszawskiego w Warszawie, podczas spotkania z Powstańcami, Prezydent RP Bronisław Komorowski wręczył ordery i odznaczenia państwowe oraz przekazał Krzyże Srebrne Orderu Wojennego Virtuti Militari rodzinom Powstańców Warszawskich:

majora Lucjana Giżyńskiego ps. „Gozdawa”, dowódcy Batalionu AK im. Stefana Czarnieckiego
podporucznika Tadeusza Gołębiowskiego ps. „Okrój” z Batalionu AK „Miotła”
porucznika Kazimierza Jackowskiego ps. „Torpeda” z Batalionu AK „Miotła”
starszego sierżanta podchorążego Władysława Kalinowskiego ps. „Włodek” z Batalionu AK „Parasol”
podporucznika czasu wojny Władysława Kulaska ps. „Jaśmin”
majora Franciszka Mazurkiewicza ps. „Niebora”, dowódcy Batalionu AK „Miotła”
porucznika Konrada Okolskiego ps. „Kuba” z Batalionu AK „Zośka”
porucznika Zygfryda Urbanyi ps. „Juliusz”, dowódcy 1908 plutonu specjalnego
kapitana Tadeusza Zwierzchaczewskiego ps. „Powierża” z Batalionu AK im. Stefana Czarnieckiego
31 lipca 2013 roku w Muzeum Powstania Warszawskiego w Warszawie, w przeddzień 69. rocznicy Powstania, Prezydent RP Bronisław Komorowski przekazał Krzyż Srebrny Orderu Wojennego Virtuti Militari rodzinie.

## Sierpień
1 sierpnia
- Prezydent RP Bronisław Komorowski mianował:

na stopień generała broni, generałów dywizji:
Bogusława Samola, dowódcę Wielonarodowego Korpusu Północny-Wschód
Marka Tomaszyckiego, dowódcę operacyjnego Sił Zbrojnych
na stopień generała dywizji, generałów brygady:
Jerzego Fryczyńskiego, szefa Sztabu Dowództwa Sił Powietrznych
Leszka Soczewicę, szefa Zarządu Analiz Wywiadowczych i Rozpoznawczych SG WP
na stopień wiceadmirała, kontradmirała Stanisława Zarychtę, dowódcę Centrum Operacji Morskich-dowódcę Komponentu Morskiego
na stopień generała brygady, pułkowników:
Piotra Dzięgielewskiego, szefa Inspektoratu Wojskowej Służby Zdrowia
Jerzego Guta, zastępcę dowódcy Wojsk Specjalnych
Adama Joksa, dowódcę 6 Brygady Powietrznodesantowej
Sławomira Mariusza Kowalskiego, dowódcę 15 Brygady Zmechanizowanej, nominacje zostały wręczone w dniu 15 sierpnia 2013 roku
- generał dywizji Jerzy Biziewski objął obowiązki Zastępcy Szefa Sztabu Naczelnego Dowództwa Połączonych Sił Zbrojnych NATO w Europie z siedzibą w Mons, w Belgii
- Komitet Wojskowy NATO wybrał generała dywizji Janusza Bojarskiego na stanowisko komendanta Akademii Obrony NATO w Rzymie[39]

4 sierpnia
- zmarł generał broni pilot w stanie spoczynku Stanisław Targosz, dowódca Sił Powietrznych w latach 2005–2007

19 sierpnia
- Minister Obrony Narodowej zwolnił generała brygady Andrzeja Danielewskiego z dotychczas zajmowanego stanowiska Szefa Szkolenia Wojsk Lądowych i z dniem 19 sierpnia 2013 roku wyznaczył na stanowisko Szefa Zespołu do Spraw Inspektoratu Szkolenia w Grupie Organizacyjnej Dowództwa Generalnego Rodzajów Sił Zbrojnych[40]

23/24 sierpnia
- w nocy, w prowincji Ghazni w Afganistanie zginął chorąży Mirosław Łucki z Jednostki Wojskowej Komandosów[41]

26 sierpnia
- Minister Obrony Narodowej zwolnił niżej wymienionych oficerów z dotychczas zajmowanych stanowisk służbowych i z dniem 26 sierpnia 2013 roku wyznaczył na nowe stanowiska służbowe:

dowódcę 12 Szczecińskiej Dywizji Zmechanizowanej generała dywizji Ireneusza Bartniaka na Szefa Zespołu do Spraw Utworzenia Sztabu Dowództwa Generalnego Rodzajów Sił Zbrojnych-Zastępcy Dowódcy Grupy Organizacyjnej,
dowódcę 16 Pomorskiej Dywizji Zmechanizowanej generała dywizji Janusza Bronowicza na Szefa Zespołu do Spraw Inspektoratu Wojsk Lądowych w Grupie Organizacyjnej Dowództwa Generalnego Rodzajów Sił Zbrojnych,
Szefa Zarządu Planowania Operacyjnego P3 Sztabu Generalnego WP generała dywizji Leszka Surawskiego na dowódcę 16 Pomorskiej Dywizji Zmechanizowanej

## Wrzesień
5 września
- Minister Obrony Narodowej Tomasz Siemoniak mianował pośmiertnie rotmistrza Witolda Pileckiego na stopień pułkownika[42]

## Październik
4 października
- Minister Obrony Narodowej nadał 4 Zielonogórskiemu Pułkowi Przeciwlotniczemu w Czerwieńsku imię generała dywizji Stefana Roweckiego „Grota”[43]

7 października
- Minister Obrony Narodowej zdecydował o wsparciu przez Żandarmerię Wojskową ochrony części wojskowej lotnisk „Warszawa-Okęcie” (1 BLT) i „Kraków-Balice” (8 BLT) oraz lotnisk wojskowych „Poznań-Krzesiny” (31 BLT) i „Łask” (32 BLT)[44].

17 października
- na terenie Ośrodka Szkolenia Poligonowego Wojsk Lądowych Orzysz, w trakcie odprawy rozliczeniowo-zadaniowej z kierowniczą kadrą Wojsk Lądowych generał broni Zbigniew Głowienka przekazał w podporządkowanie[45]:

dowódcy 11 Lubuskiej Dywizji Kawalerii Pancernej – 4 Zielonogórski Pułk Przeciwlotniczy i 23 Śląski Pułk Artylerii
dowódcy 12 Szczecińskiej Dywizji Zmechanizowanej – 5 Lubuski Pułk Artylerii i 8 Koszaliński Pułk Przeciwlotniczy
dowódcy 16 Pomorskiej Dywizji Zmechanizowanej – 11 Mazurski Pułk Artylerii i 15 Gołdapski Pułk Przeciwlotniczy
23 października
- Minister Obrony Narodowej wprowadził odznakę pamiątkową Wojewódzkiego Sztabu Wojskowego w Zielonej Górze, zatwierdził wzór odznaki i jej legitymacji oraz nadał regulamin odznaki[46].

28 października
- w Cytadeli warszawskiej dowódca Wojsk Lądowych generał broni Zbigniew Głowienka przekazał, a dowódca Garnizonu Warszawa generał brygady Wiesław Grudziński przyjął w podporządkowanie: Orkiestrę Reprezentacyjną Wojsk Lądowych z Wrocławia oraz Orkiestry Wojskowe z Elbląga, Giżycka, Lublina, Siedlec, Rzeszowa, Szczecina i Żagania[47].
- w Cytadeli warszawskiej dowódca Wojsk Lądowych generał broni Zbigniew Głowienka przekazał w podporządkowanie:

komendanta 1 Wojskowego Szpitala Polowego w Bydgoszczy – 12 Grupę Zabezpieczenia Medycznego w Szczecinie, 15 Grupę Zabezpieczenia Medycznego w Giżycku i 17 Grupę Zabezpieczenia Medycznego w Międzyrzeczu,
komendanta 2 Wojskowego Szpitala Polowego we Wrocławiu – 6 Grupę Zabezpieczenia Medycznego w Krakowie, 10 Grupę Zabezpieczenia Medycznego w Świętoszowie i 25 Grupę Zabezpieczenia Medycznego w Tomaszowie Mazowieckim.
- w Inspektoracie Wsparcia Sił Zbrojnych w Bydgoszczy, zastępca szefa Inspektoratu-szef sztabu, generał brygady Ryszard Szczepiński przekazał, a dowódca 2 Pułku Inżynieryjnego w Inowrocławiu, pułkownik Marek Wawrzyniak przyjął w podporządkowanie: 1 Dębliński Batalion Drogowo-Mostowy w Dęblinie, 3 Batalion Inżynieryjny w Nisku i 4 Głogowski Batalion Inżynieryjny w Głogowie

29 października
- w Warszawie szef Sztabu Generalnego generał broni Mieczysław Gocuł przeprowadził grę decyzyjną na temat sposobu przejścia Sił Zbrojnych Rzeczypospolitej Polskiej na nową strukturę kierowania i dowodzenia[49]

## Listopad
22 listopada
- w Centrum Szkolenia Wojsk Lądowych im. Stefana Czarnieckiego w Poznaniu Minister Obrony Narodowej Tomasz Siemoniak podpisał z Ministrem Obrony Niemiec Thomasem de Maizière umowę na dostawę dla Wojska Polskiego 14 czołgów Leopard 2A4 i 105 czołgów Leopard 2A5 oraz około 200 pojazdów wsparcia logistycznego, w tym ciągników pancernych, samochodów ciężarowych i osobowo-terenowych pochodzących z rezerw Bundeswehry o łącznej wartości 180 milionów euro. Sprzęt będzie dostarczany partiami w latach 2014–2015[50].

## Grudzień
3 grudnia
- w Porcie Wojennym w Gdyni odbyła się ceremonia ostatniego opuszczenia bandery i wycofania ze służby w Marynarce Wojennej dwóch małych okrętów rakietowych projektu 1241RE: ORP „Metalowiec” i ORP „Rolnik”[51]

5 grudnia
- weszła w życie ustawa z dnia 11 października 2013 roku o zmianie ustawy o służbie wojskowej żołnierzy zawodowych oraz niektórych innych ustaw[52]

17 grudnia
- w Belwederze Prezydent RP Bronisław Komorowski wręczył niżej wymienionym oficerom akty mianowania i zwolnienia ze stanowisk służbowych z dniem 1 stycznia 2014 roku:

generałowi broni pilotowi Lechowi Majewskiemu mianowania na stanowisko Dowódcy Generalnego Rodzajów Sił Zbrojnych,
generałowi broni Markowi Tomaszyckiemu mianowania na stanowisko Dowódcy Operacyjnego Rodzajów Sił Zbrojnych,
generałowi broni pilotowi Lechowi Majewskiemu zwolnienia ze stanowiska Dowódcy Sił Powietrznych,
generałowi broni Markowi Tomaszyckiemu zwolnienia ze stanowiska Dowódcy Operacyjnego Sił Zbrojnych,
generałowi broni Zbigniewowi Głowience zwolnienia ze stanowiska Dowódcy Wojsk Lądowych,
admirałowi floty Tomaszowi Mathei zwolnienia ze stanowiska Dowódcy Marynarki Wojennej,
generałowi broni Edwardowi Gruszce zwolnienia ze stanowiska szefa Inspektoratu Wsparcia Sił Zbrojnych,
generałowi brygady Piotrowi Patalongowi zwolnienia ze stanowiska Dowódcy Wojsk Specjalnych.
- w Cytadeli warszawskiej odbył się uroczysty apel z okazji zakończenia funkcjonowania Dowództwa Wojsk Lądowych, w trakcie którego została opuszczona flaga Dowódcy Wojsk Lądowych → Lista flag Polski
- dowódca Wojsk Lądowych, generał broni Zbigniew Głowienka przekazał, a komendant Centrum Szkolenia Wojsk Lądowych w Drawsku Pomorskim, pułkownik Marek Gmurski przyjął w podporządkowanie Ośrodki Szkolenia Poligonowego Wojsk Lądowych w Dębie, Orzyszu, Wędrzynie, Żaganiu oraz Ośrodek Szkolenia Piechoty Górskiej w Dusznikach Zdroju[56][57].

19 grudnia
- w Karwicach komendant Centrum Szkolenia Wojsk Lądowych w Drawsku Pomorskim, pułkownik Marek Gmurski przyjął w podporządkowanie:

Centralny Poligon Sił Powietrznych w Ustce (komendant – pułkownik dyplomowany inżynier Andrzej Witek),
21 Centralny Poligon Lotniczy w Nadarzycach (komendant – podpułkownik Bogdan Wojciechowski),
Ośrodek Szkolenia Poligonowego Marynarki Wojennej w Strzepczu → poligony wojskowe w Polsce
31 grudnia
- zostały rozformowane dowództwa rodzajów sił zbrojnych: Dowództwo Wojska Lądowych w Warszawie, Dowództwo Sił Powietrznych w Warszawie, Dowództwo Marynarki Wojennej w Gdyni i Dowództwo Wojsk Specjalnych w Krakowie. Następcą prawnym Dowódcy Wojsk Lądowych, Dowódcy Sił Powietrznych, Dowódcy Marynarki Wojennej i Dowódcy Wojsk Specjalnych został Dowódca Generalny Rodzajów Sił Zbrojnych
- Dowództwo Operacyjne Sił Zbrojnych zostało przeformowane w Dowództwo Operacyjne Rodzajów Sił Zbrojnych. Następcą prawnym Dowódcy Operacyjnego Sił Zbrojnych został Dowódca Operacyjny Rodzajów Sił Zbrojnych